# Мавропанос, Константинос
Константинос Мавропанос (др.-греч. Κωνσταντίνος Μαυροπάνος; род. 11 декабря 1997, Афины) — греческий футболист, защитник клуба «Вест Хэм Юнайтед» и сборной Греции.

## Клубная карьера

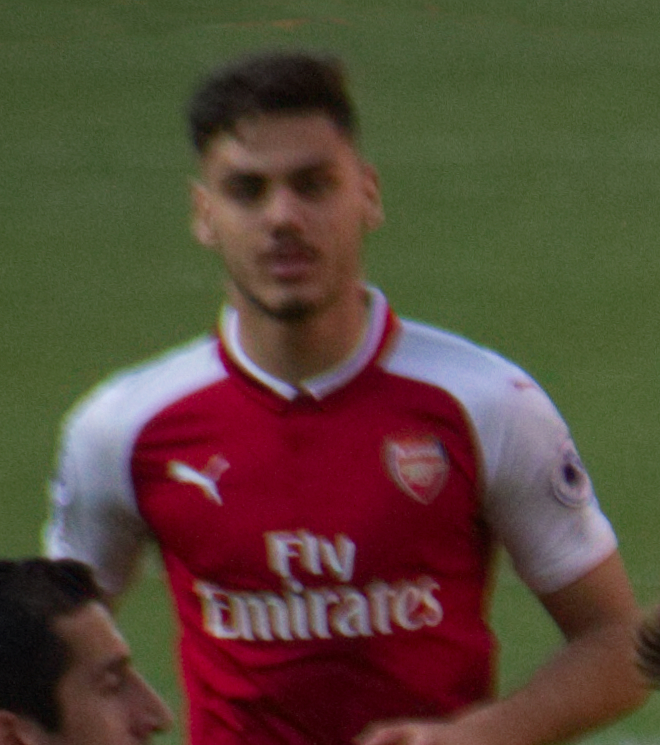
Мавропанос в составе лондонского «Арсенала»

Мавропанос — воспитанник клуба «Аполлон Смирнис» из своего родного города. В начале 2016 года он подписал свой первый профессиональный контракт сроком на три с половиной года с клубом ПАС Янина. 29 ноября 2016 года в поединке Кубка Греции против «Агротикос Астерас» Константинос дебютировал за основной состав. 5 апреля 2017 года в матче против «Верии» он дебютировал в греческой Суперлиге. В поединке против «Астераса» Константинос забил свой первый гол за ПАС Янина.
В начале 2018 года Мавропанос перешёл в лондонский «Арсенал». Сумма трансфера составила 2,1 млн евро. 29 апреля в матче против «Манчестер Юнайтед» он дебютировал в английской Премьер-лиге.
В начале 2020 года Мавропанос на правах аренды перешёл в немецкий «Нюрнберг». 30 января в матче против «Гамбурга» он дебютировал во Второй Бундеслиге. Летом того же года Мавропанос был арендован клубом «Штутгарт». 3 октября в матче против «Байер 04» он дебютировал в Бундеслиге. 28 августа 2021 года в поединке против «Фрайбурга» Константинос забил свой первый гол за «Штутгарт». Летом 2022 года Мавропанос был выкуплен немецким клубом за 3,2 млн. евро, подписав контракт на 3 года.

## Карьера в сборной
29 марта 2021 года в товарищеском матче против сборной Гондураса Мавропанос дебютировал за сборную Греции. 